# Geroldshausen (Bawaria)
Geroldshausen – miejscowość i gmina w Niemczech, w kraju związkowym Bawaria, w rejencji Dolna Frankonia, w regionie Würzburg, w powiecie Würzburg, wchodzi w skład wspólnoty administracyjnej Kirchheim. Leży około 11 km na południe od Würzburga, przy  linii kolejowej Stuttgart - Lauda-Königshofen - Würzburg.

## Dzielnice
W skład gminy wchodzą dwie dzielnice: 
- Geroldshausen
- Moos

## Demografia
| Rok  | Liczba mieszk. |
| ---- | -------------- |
| 1814 | 233            |
| 1867 | 313            |
| 1900 | 337            |
| 1925 | 423            |
| 1939 | 460            |
| 1970 | 932            |
| 1987 | 1011           |
| 2000 | 1184           |
| 2006 | 1300           |

## Oświata
(na 1999)

W gminie znajduje się 50 miejsc przedszkolnych (z 43 dziećmi).